# Рыбцы (платформа)
Рыбцы́ (бел. Рыбцы) — остановочный пункт электропоездов (в том числе электропоездов Минских городских линий) в Пуховичском районе (Минская область, Беларусь).

## Расположение
Расположен в 34 километрах от Минска (станции Минск-Пассажирский) между остановочными пунктами Зазерка и Равнополье (юго-восточное направление железнодорожной линии). 
Примерное время в пути со всеми остановками от ст. Минск-Пассажирский — 45 мин.; от ст. Пуховичи — 31 мин.
По обе стороны стороны от платформы расположена деревня Рыбцы. Также недалеко находятся деревни Малинники, Равнополье и ряд садоводческих товариществ.